# Alerta de Aplicación
Alerta de Aplicación es el séptimo álbum de estudio de la banda de rock pop chilena Tronic, producido por ellos mismos en su discográfica Pelúa Records. Iba a ser lanzado originalmente en marzo de 2015 pero por problemas de tiempo fue lanzado un mes después.

## Lista de canciones
| Alerta de Aplicación |                        |          |  |
| N.º                  | Título                 | Duración |  |
| 1.                   | «Ciro Longa»           | 3:29     |  |
| 2.                   | «Yin Yang»             | 3:38     |  |
| 3.                   | «Wey Weón»             | 2:37     |  |
| 4.                   | «Mentes Indulgentes»   | 3:29     |  |
| 5.                   | «Gigabytes»            | 2:43     |  |
| 6.                   | «Pal Gato»             | 2:34     |  |
| 7.                   | «Chito The Kid»        | 1:57     |  |
| 8.                   | «Punkdereta»           | 2:43     |  |
| 9.                   | «Don Quijote»          | 3:31     |  |
| 10.                  | «Alerta de Aplicación» | 1:23     |  |
| 11.                  | «Vida De Mierda»       | 2:49     |  |
| 12.                  | «Konichiwa»            | 2:16     |  |
| 13.                  | «Feliz Cumpleaños»     | 2:49     |  |
| 35:58                |                        |          |  |

- Datos: Q25405753